# ساکابا
ساکابا (به اسپانیایی: Sacaba) یک شهر در بولیوی است که در Sacaba Municipality واقع شده‌است. ساکابا ۱۰۷٬۶۲۸ نفر جمعیت دارد و ۲٬۷۱۹ متر بالاتر از سطح دریا واقع شده‌است.